# Élisabeth de Suède
La princesse Elizabeth de Suède (également connue sous le nom d'Elisabet Gustavsdotter Vasa ; 5 avril 1549 - 20 novembre 1597), est une princesse suédoise et une duchesse de Mecklembourg - Gadebusch mariée à Christophe, duc de Mecklembourg-Gadebusch. Elle est une fille du roi Gustave Ier Vasa et de sa deuxième épouse, la reine Marguerite Lejonhufvud. 

## Biographie

### Jeunesse
Durant sa tendre enfance, elle et ses frères et sœurs sont principalement confiés à Brigitta Lars Anderssons, l'infirmière de confiance de la reine, ainsi qu'à sa cousine Margareta et à Ingrid Amundsdotter. 
Après la mort de sa mère en 1551, elle et ses frères et sœurs sont confiés à Christine Gyllenstierna puis à ses tantes Brita et Martha Leijonhufvud avant le remariage de son père avec Catherine Stenbock . Ils sont alors sous la responsabilité de leur belle-mère et, plus précisément, de la dame d'honneur Anna Hogenskild. 
En 1556, elle reçoit avec ses sœurs une dot de 100 000 dalerres, leurs portraits peints et leurs qualités personnelles décrites en latin par le poète de la cour Henricus Mollerus et présentés sur le marché du mariage dynastique. Contrairement à sa sœur aînée Sofia Vasa, décrite comme la plus malheureuse des enfants de Gustav Vasa, la princesse Elisabeth est décrite comme la plus heureuse: elle semble avoir une personnalité gaie et placide. On pense à présent qu’un portrait de la reine Karin Månsdotter serait d’elle. 
Elisabeth a sa propre cour et est responsable de l'éducation des enfants illégitimes de ses frères. Karin Månsdotter est parmi ses dames de compagnie avant que Karin ne devienne la maîtresse et plus tard la reine du frère d'Elisabeth, le roi Eric XIV de Suède. Pendant la guerre nordique de sept ans, elle aurait apparemment fait preuve de générosité envers les officiers danois et allemands détenus en Suède . 
Lorsque le roi Éric XIV est renversé en 1568, le duc Magnus II de Saxe-Lauenburg, époux de sa sœur la princesse Sophie, la prend avec la reine Sophie et la reine douairière Catherine du palais royal de Stockholm, pour abandonner Eric et rejoindre les rebelles, dirigé par le prince John à Uppsala .  
Avant et après son mariage, Elisabeth joue un rôle stabilisateur et médiateur lors des conflits entre ses frères et sœurs. Elle reste en contact avec eux tout au long de leur vie par correspondance, ce qui pourrait aussi être politique . Cela est particulièrement vrai en ce qui concerne son frère Charles, avec qui elle est particulièrement proche toute sa vie. Sous le règne de Jean III, les autres frères et sœurs l'utilisent comme informateur, car elle habite à proximité de Jean. 
À l'automne 1573, un complot est préparé pour assassiner Jean III, dirigé par Charles de Mornay, qui est en contact avec Christine de Danemark et l'ambassadeur de France à Copenhague, Charles Dancay. Jean III devait être tué lors d'une danse aux épées interprétée par des mercenaires écossais lors de la soirée qui devait avoir lieu en octobre de cette année avant le départ des mercenaires écossais pour la Baltique . Après l'assassinat, le duc Charles devait être placé sur le trône . Charles de Mornay, qui est auparavant le favori d'Eric XIV, promet de connaître l'emplacement de la présumée réserve d'or cachée d'Eric, qu'il révélerait après le coup d'État en échange de meilleures conditions pour sa détention. Cependant, le complot ne s'est pas concrétisé, car à la fête, de Mornay n'a jamais osé donner le signe aux mercenaires d'agir . 
En septembre 1574, le complot est révélé et Charles de Mornay est arrêté, interrogé et exécuté. Il n'a jamais été précisé qui a participé au complot. Cependant, il est à noter que les présumés conspirateurs Hogenskild Bielke , Gustaf Banér et Pontus De la Gardie se sont souvent réunis lors de réunions dans l'appartement de la princesse Elisabeth, réunions où la princesse Cécile de Suède avait aussi été fréquemment vue, leur frère Charles était quelque peu compromis bien qu’ils n’aient jamais été accusés . Charles de Mornay révéla également qu'une des choses sur lesquelles les conspirateurs s'étaient mis d'accord était de porter la dot d'Elisabeth de 100 000 à 150 000, afin de lui permettre de contracter un mariage de statut supérieur . Il est à noter que le mariage entre Élisabeth et Henri III de France, suggéré officiellement en 1574, aurait déjà pu être suggéré officieusement par l'intermédiaire de Charles l'année précédente et que l'ambassadeur de France s'était montré impressionné par tout ce qui concernait Élisabeth, à l'exception de sa dot . 
La princesse Elisabeth est fiancée en 1562 à Christophe, troisième fils d'Albert VII de Mecklembourg-Güstrow. Peu de temps après, cependant, il est capturé et tenu en otage pendant plusieurs années et l'engagement est considéré comme rompu. Sous le règne de Jean III, ils sont en conflit quant à savoir si elle devait être mariée à un protestant ou à un catholique. En 1573, Jean III négocie un mariage avec le grand-duc de Toscane, tandis que celle-ci, assistée de Charles et de sa sœur Catherine, négocie en secret un mariage avec des princes allemands protestants, tels que les ducs de Poméranie et Clèves. 

En 1574, des arrangements sont pris entre son frère Jean III et la reine française Catherine de Médicis pour la marier à Henri III de France. Catherine de Médicis considère Élisabeth comme convenable, car elle souhaite que son fils épouse une princesse royale; parce que le mariage est perçu comme bénéfique au maintien de l’influence française en Pologne, mais aussi parce qu’il ferait de la France un allié extérieur aux terres des Habsbourg qui entourent la France . Selon des rapports contemporains, Catherine considère également comme un avantage le fait qu'Elisabeth ne puisse pas parler français, car il lui serait plus difficile de remplacer Catherine dans son rôle de reine dominante à la cour de France. L'ambassadeur de France au Danemark, Charles Dancay, est chargé de brosser un portrait d'Elizabeth et présente le récit suivant de son personnage: 
 "On m'a assuré qu'elle est très belle, qu'elle a du bon sens, qu'elle est agréable, qu'elle a une belle silhouette et une bonne posture... tout le monde la recommande, le plus sincèrement, Sire, tous ceux qui la connaissent l'admirent et la honorent...  Elle trouve le plaisir de jouer à l'épinette et la joue mieux que la plupart des gens, elle joue également du luth et son tempérament est doux et apaisant. " 
 En janvier 1575, l'envoyé français Claude Pinart se rend en Suède. Elisabeth, étant avec son frère Charles à Nyköping, refuse de rejoindre Jean III à Stockholm pour voir Pinart, mais Pinart la voit à Nyköping. Le mariage français est presque décidé, lorsque le roi de France annonce soudainement et inopinément, qu'il a lui-même décidé depuis longtemps d'épouser Louise de Lorraine-Vaudémont. 
En 1576, Jean III envoie le comte Pontus De la Gardie en Italie pour négocier un mariage entre Élisabeth et le duc de Modène ou un autre prince italien. Le but est de profiter du contact entre le catholique Jean III de Suède et le pape et de lui faciliter l'obtention de l'héritage italien de sa belle-mère, Bona Sforza. Cependant, Elisabeth, soutenue par Charles, refuse une alliance avec un catholique pour des raisons religieuses. Le conflit religieux entre elle et Jean III est illustré quand, en mars 1578, il lui envoie trois riksråd pour la sermonner: sans que l'on sache ce qu'ils ont dit, elle aurait pleuré et perdu connaissance à plusieurs reprises après leur visite. 

### Duchesse de Mecklembourg-Gadebusch

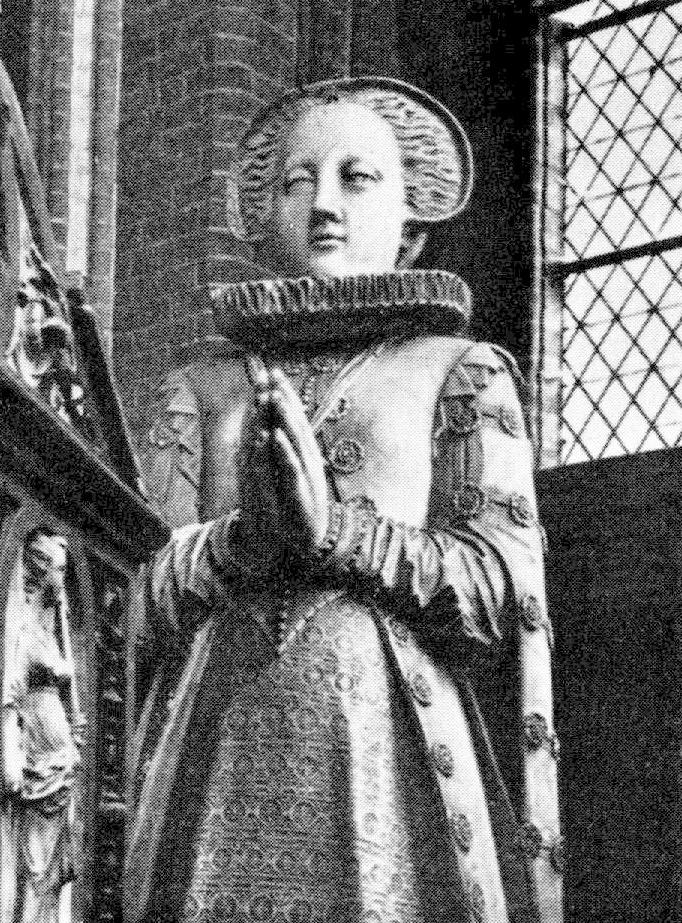
La duchesse dans une sculpture grandeur nature sur la tombe de Schwerin, monument de son mari

En 1576, son ancien fiancé, Christophe, récemment veuf, se propose une seconde fois et est accepté. Elisabeth participe elle-même personnellement aux négociations pour assurer ses droits économiques, assistée de ses frères Charles et Catherine, tandis que le roi Jean accepte le mariage, principalement parce qu'il juge opportun de la marier en raison de son âge. Le mariage est retardé pour des raisons religieuses: les protestants Élisabeth et Charles prennent la peine de défendre le fait que la cérémonie de mariage et tout ce qui le concerne devraient être luthérien contre Jean III le procatholique. Pour la première fois, Elizabeth fait traduire la confession d'Augsbourg en suédois et l'imprime aux invités lors du mariage, probablement comme moyen de manifester son opposition à la politique procatholique de Jean . Elisabeth et Christophe se marient à Stockholm le 7 mai 1581. Elle arrive à Wismar dans le Mecklembourg en juillet, où elle est accueillie par la noblesse et par les représentants de la Hansa de Rostock et de Lübeck. Cependant, Elisabeth n’est pas acceptée par la famille pro-danoise de son époux . 
Le couple vit dans la ville de Gadebusch dans la partie du duché de Mecklembourg qui a été divisée en un duché pour son époux, le Mecklembourg-Gadebush. La relation entre Elisabeth et Christophe est décrite comme heureuse. Leur longue attente est considérée comme un signe qu’il ne s’agissait pas simplement d’un mariage arrangé, mais aussi d’un mariage amoureux: les lettres conservées sont également considérées comme un signe que leur union est plus heureuse et plus personnelle que la plupart des mariages royaux de l'époque. 
Christophe conteste à son frère Ulrich la tutelle et la régence de son neveu John, et Elisabeth essaye d'utiliser ses contacts pour l'assister jusqu'à la fin du conflit en 1585 : son frère Jean III n'est cependant jamais très intéressé à l'aider. Elle travaille activement pour les intérêts suédois à Mecklembourg et a beaucoup de Suédois à sa cour . 
Elisabeth est décrite comme un modèle de princesse luthérienne. Elle fonde une bibliothèque protestante et correspond avec le théologien luthérien David Chytraeus à Rostock . En 1589-1590, elle arrange le mariage entre son frère Charles et Christine de Holstein-Gottorp. Par sa correspondance, Elisabeth continue à jouer le rôle d’informateur et de médiatrice entre ses frères et sœurs pendant les conflits. 

### Veuvage
En mars 1592, Elisabeth Vasa devient veuve. Les terres de son époux sont incorporées dans celles de ses anciens beaux-parents, qui sont pro-danois et qui lui refusent l’accès à ses terres et à ses revenus . 
En 1593, elle rentre en Suède avec sa fille qu'elle place sous la tutelle de son frère Charles. Elle demande également à recevoir sa dot, qui n'a jamais été payée, et souhaite discuter d'une proposition de mariage de Jean-Frédéric de Brunswick-Lünebourg avec Charles . En 1594, Charles lui donne la résidence principale et son revenu, Norrköping, où elle réside avec sa cour. Lors du conflit entre Charles et Sigismond, les partisans de Sigismond spéculent sur ses sympathies politiques . Elle est présente à l'assemblée de Stockholm à l'été de 1597, lorsque Charles renforce son autorité . 
Elisabeth meurt subitement le 10 novembre 1597. Elle a fait construire un monument funéraire pour elle dans la Cathédrale de Schwerin, mais elle est finalement enterrée dans la tombe de la famille de son père, dans la Cathédrale d'Uppsala. 

## Descendance
- Marguerite-Élisabeth de Mecklembourg-Gadebush, duchesse de Mecklembourg, épouse son parent Jean-Albert II de Mecklembourg-Güstrow en 1608.